# Habitatge al carrer de Sols, 2 (Tremp)
L'Habitatge al carrer de Sols, 2 és un edifici de Tremp (Pallars Jussà) protegit com a Bé Cultural d'Interès Local.

## Descripció
Es tracta d'un edifici situat a la cantonada entre el carrer del Sols i el carrer de la Creu. L'edifici consta d'una construcció de planta rectangular i quatre altures, planta baixa i tres pisos. L'anàlisi de la façana permet distingir dos plantejaments arquitectònics diferenciats, ja que la crugia que ocupa l'extrem esquerre de la façana del carrer dels Sols presenta una cota de forjats inferior a la de la resta de l'edifici, així com tampoc apareix el programa decoratiu d'inspiració classicista de l'altre sector. Destaquen els balcons correguts i angulars i els guardapols de les obertures, amb els típics plafons d'inspiració neoclàssica, amb elements florals i petxines centrals.